# Apparato psichico
L'apparato psichico, in psicoanalisi è una struttura della mente, che esegue e controlla le pulsioni. 
La funzione dell'apparato psichico, nel modello freudiano, è quella di mantenere l'omeostasi del sistema psichico al livello più basso di energia possibile.

Per Freud è possibile una ripartizione dei contenuti della mente umana in due modi diversi, detti topiche. La prima di esse distingue inconscio, preconscio e coscienza, mentre la seconda distingue tra Es (o Id), Io (o Ego) e Super-Io (o Super-Ego).

Sigmund Freud tra il 1900 ed il 1923 sviluppò le diverse fasi della sua teoria sulla struttura dell'apparato psichico; nel 1900, in quella che è stata chiamata l'ipotesi "telescopica" dell'apparato psichico  descrisse la struttura dell'apparato psichico paragonandola a quella di un telescopio ottico, fatto di molti elementi disposti in sequenza: il sistema percettivo da una parte, il sistema motorio dalla parte opposta, ed in mezzo i vari sistemi della memoria e del pensiero. Si può notare che questa è l'impostazione classica della fisiologia dell'apparato nervoso; dunque anche secondo il primo modello freudiano una parte dell'apparato psichico reagiva a stimoli sensoriali, un'altra parte li elaborava, producendo il fenomeno della coscienza, altre parti memorizzavano o riattivavano i ricordi, e infine una parte impostava e produceva la reazione motoria.
Nel 1913 Freud rielaborò la teoria dell'apparato psichico, sviluppando la cosiddetta ipotesi (o modello) "topografica" dell'apparato psichico, nella quale distinse tre sottosistemi psichici che chiamò inconscio, preconscio e conscio.
Nel 1923 Freud rielaborò nuovamente la sua teoria dell'apparato psichico, sviluppando l'ipotesi "strutturale" dell'apparato psichico, nella quale distinse tre sottosistemi psichici che chiamò Es, Io e Super-Io. L'Es comprende i rappresentanti psichici delle pulsioni, l'Io è costituito dal complesso di funzioni collegate alle relazioni fra l'individuo e l'ambiente, e il Super-io comprende i precetti morali e le aspirazioni ideali.
La modalità di funzionamento dell'apparato psichico si suddivide in processo primario e processo secondario: 
- il processo primario è una modalità di funzionamento dell'apparato psichico caratterizzato da una scarica immediata della pulsione, così come avviene nei primi anni di vita ed è armonico con l'intensità della rispondenza emotiva della madre le cui potenzialità empatizzanti risentono della propria strutturazione più o meno adeguata al delicato compito speculare, di riscontro, verso il bambino; non è cosciente, idee opposte possono essere presenti contemporaneamente senza cadere in contraddizione.

- il processo secondario si sviluppa gradualmente e successivamente ed è capace di dilazionare quella pulsione: è caratteristico dell'Io in evoluzione sotto l'influenza idealizzata della figura paterna con intensità ugualmente proporzionale alla qualità più o meno idonea della di lui padre strutturazione.